# For Jimmy, Wes and Oliver
For Jimmy, Wes and Oliver ist ein Jazzalbum der Christian McBride Big Band. Die 2019 entstandenen Aufnahmen erschienen am 25. September 2020 auf Mack Avenue Records. Im Mittelpunkt des Albums stehen eine Handvoll Songs aus den klassischen Verve-Alben Jimmy & Wes: The Dynamic Duo (1966) und The Further Adventures of Jimmy and Wes (1969) von Jimmy Smith und Wes Montgomery, letzteres mit Oliver Nelson.

## Hintergrund
Die seit den 2010er-Jahren bestehende Big Band von Christian McBride nahm bislang zwei Alben auf, The Good Feeling und Bringin’ It. Im vorliegenden Album, eine Mischung von Bigband- und Quartett-Titeln, beschäftigte sich der Bandleader mit den Gitarren- und Hammondorgel-Aufnahmen von Wes Montgomery und Jimmy Smith aus dem Jahr 1966, bei denen die Alben The Dynamic Duo und Further Adventures von Jimmy Smith und Wes mit einem von Oliver Nelson zusammengestellten Ensemble dahinter entstanden waren.
Bei den Aufnahmen von 2019 setzte McBride – neben dem Gitarristen Mark Whitfield – den Organisten Joey DeFrancesco ein, der hier die Rolle von Smith übernimmt. Dabei entstanden zehn Titel, sowohl Coverversionen aus den Sessions von 1966 als auch weitere Originalkompositionen (Medgar Evers Blues von Whitfield und Pie Blues von McBride und DeFrancesco), Jazzkompositionen von Freddie Hubbard und Miles Davis (Miles vom Album Milestones, 1958) und Standards (wie The Very Thought of You, Down by the Riverside and I Want to Talk About You) auf diese Weise.
Vier Titel auf diesem Album stammen von einem Quartett, bestehend aus McBride, dem Gitarristen Mark Whitfield, dem Organisten Joey DeFrancesco und dem Schlagzeuger Quincy Philips. Die anderen sechs Stücke sind Big-Band-Nummern, die hauptsächlich die Originale von Oliver Nelson nachbilden.

## Titelliste
- Christian McBride Big Band: For Jimmy, Wes and Oliver (Mack Avenue Music Group MAC1152)[3]
  1. Night Train (Jimmy Forrest, Lewis Simpkins, Oscar Washington) 5:21
  2. Road Song (Wes Montgomery) 6:39
  3. Up Jumper Spring (Freddie Hubbard) 8:12
  4. Milestones (Miles Davis) 3:47
  5. The Very Thought of You (Ray Noble) 8:33
  6. Down by the Riverside (trad.) 8:20
  7. I Want to Talk About You (Billy Eckstine) 7:18
  8. Don Is (Joey DeFrancesco) 6:32
  9. Medgar Evans Blues (Whitfield) 7:13
  10. Pie Blues (McBride, DeFrancesco) 9:53

## Rezeption
Das Album erhielt 2022 den Grammy in der Kategorie „Large Jazz Ensemble Album“.
Matt Collar verlieh dem Album in AllMusic vier Sterne und schrieb, McBrides langjährige Mitarbeiter Mark Whitfield und Joey DeFrancesco trügen entscheidend dazu bei, die urbane Lebensfreude ihrer Vorfahren Smith und Montgomery heraufzubeschwören. Wie bei seinen vorangegangenen Big-Band-Alben werde McBride von einem Kader New Yorker Jazzgrößen begleitet, darunter die Saxophonisten Steve Wilson und Ron Blake, die Trompeter Freddie Hendrix und Brandon Lee, der Posaunist Steve Davis, der Pianist Xavier Davis, der Schlagzeuger Quincy Phillips und andere. Für Jimmy, Wes and Oliver sei ein lebhaftes Album, das an den erdigen, kunstvollen Geist des Trios erinnere, das es inspiriert hat.